# The Name of This Band Is Talking Heads
Albums de Talking Heads
Remain in Light
(1980) Speaking in Tongues
(1983)
The Name of This Band is Talking Heads est un album live de Talking Heads, sorti le 24 mars 1982.
L'album s'est classé 31e au Billboard 200.

## Liste des titres
| 1. | New Feeling                      | David Byrne                              | 3:10 |
| 2. | A Clean Break                    | David Byrne                              | 4:57 |
| 3. | Don't Worry About the Government | David Byrne                              | 3:08 |
| 4. | Pulled Up                        | David Byrne                              | 4:08 |
| 5. | Psycho Killer                    | David Byrne, Chris Frantz, Tina Weymouth | 5:34 |

| 1. | Artists Only            | David Byrne, Wayne Zieve    | 3:48 |
| 2. | Stay Hungry             | David Byrne, Chris Frantz   | 4:00 |
| 3. | Air                     | David Byrne                 | 4:09 |
| 4. | Love → Building on Fire | David Byrne                 | 3:36 |
| 5. | Memories (Can't Wait)   | David Byrne, Jerry Harrison | 3:58 |

| 1. | I Zimbra            | David Byrne, Brian Eno, Hugo Ball                                   | 3:33 |
| 2. | Drugs               | David Byrne, Brian Eno                                              | 4:47 |
| 3. | Houses in Motion    | David Byrne, Brian Eno, Chris Frantz, Jerry Harrison, Tina Weymouth | 7:00 |
| 4. | Life During Wartime | David Byrne, Chris Frantz, Jerry Harrison, Tina Weymouth            | 5:03 |

| 1. | The Great Curve        | David Byrne, Brian Eno, Chris Frantz, Jerry Harrison, Tina Weymouth | 6:58 |
| 2. | Crosseyed and Painless | David Byrne, Brian Eno, Chris Frantz, Jerry Harrison, Tina Weymouth | 7:05 |
| 3. | Take Me to the River   | Al Green, Teenie Hodges                                             | 6:43 |

### Rééditionremastérisée2004[9]
| 1.  | New Feeling                         | 3:09 |
| 2.  | A Clean Break (Let's Work)          | 5:05 |
| 3.  | Don't Worry About the Government    | 3:03 |
| 4.  | Pulled Up                           | 4:04 |
| 5.  | Psycho Killer                       | 5:31 |
| 6.  | Who Is It?                          | 1:44 |
| 7.  | The Book I Read                     | 4:22 |
| 8.  | The Big Country                     | 5:09 |
| 9.  | I'm Not in Love                     | 4:57 |
| 10. | The Girls Want to Be with the Girls | 3:44 |
| 11. | Electricity (Drugs)                 | 3:28 |
| 12. | Found a Job                         | 5:35 |
| 13. | Mind                                | 4:56 |
| 14. | Artists Only                        | 3:49 |
| 15. | Stay Hungry                         | 4:05 |
| 16. | Air                                 | 4:01 |
| 17. | Love → Building on Fire             | 3:47 |
| 18. | Memories (Can't Wait)               | 3:44 |
| 19. | Heaven                              | 4:31 |

| 1.  | Psycho Killer                         | 5:33 |
| 2.  | Warning Sign                          | 5:40 |
| 3.  | Stay Hungry                           | 3:56 |
| 4.  | Cities                                | 5:00 |
| 5.  | I Zimbra                              | 3:30 |
| 6.  | Drugs (Electricity)                   | 4:41 |
| 7.  | Once in a Lifetime                    | 5:57 |
| 8.  | Animals                               | 4:05 |
| 9.  | Houses in Motion                      | 6:54 |
| 10. | Born Under Punches (The Heat Goes On) | 8:24 |
| 11. | Crosseyed and Painless                | 5:58 |
| 12. | Life During Wartime                   | 4:54 |
| 13. | Take Me to the River                  | 6:33 |
| 14. | The Great Curve                       | 6:42 |

## Personnel
| - David Byrne : chant, guitare - Jerry Harrison : guitare, piano, claviers, chœurs - Tina Weymouth : basse, percussions, chœurs - Chris Frantz : batterie | - Adrian Belew : guitare, chœurs - Nona Hendryx : chœurs - Busta « Cherry » Jones : basse, guitare - Dolette McDonald : percussions, chœurs - Steve Scales : percussions - Bernie Worrell : claviers, chœurs |